# 薩莫伊洛維奇冰原島峰
71°48′S 4°55′E / 71.800°S 4.917°E
薩莫伊洛維奇冰原島峰（英語：Samoylovich Nunatak），是南極洲的冰原島峰，位於毛德皇后地的瑪塔公主海岸，屬於穆利格-霍夫曼山脈中哈馬爾斯卡夫特冰原島峰的一部分，現時由南極條約體系管理。